# Aristida trachyantha
Aristida trachyantha är en gräsart som beskrevs av Johannes Jan Theodoor Henrard. Aristida trachyantha ingår i släktet Aristida och familjen gräs. Inga underarter finns listade i Catalogue of Life.